# Tse Bonito
Tse Bonito (navaho Tsé Binííʼtóhí) és una concentració de població designada pel cens dels Estats Units a l'estat de Nou Mèxic. Segons el cens del 2000 tenia 261 habitants.

## Demografia
Segons el cens del 2000, Tse Bonito tenia 261 habitants, 78 habitatges, i 62 famílies. La densitat de població era de 71,5 habitants per km².
Dels 78 habitatges en un 42,3% hi vivien nens de menys de 18 anys, en un 53,8% hi vivien parelles casades, en un 14,1% dones solteres, i en un 20,5% no eren unitats familiars. En el 19,2% dels habitatges hi vivien persones soles el 2,6% de les quals corresponia a persones de 65 anys o més que vivien soles. El nombre mitjà de persones vivint en cada habitatge era de 3,35 i el nombre mitjà de persones que vivien en cada família era de 3,77.
Per edats la població es repartia de la següent manera: un 37,5% tenia menys de 18 anys, un 9,6% entre 18 i 24, un 23% entre 25 i 44, un 24,5% de 45 a 60 i un 5,4% 65 anys o més.
L'edat mediana era de 28 anys. Per cada 100 dones de 18 o més anys hi havia 98,8 homes.
La renda mediana per habitatge era de 38.077 $ i la renda mediana per família de 38.365 $. Els homes tenien una renda mediana de 24.915 $ mentre que les dones 24.625 $. La renda per capita de la població era de 20.187 $. Aproximadament el 12,7% de les famílies i el 16,2% de la població estaven per davall del llindar de pobresa.
El segons el cens dels Estats Units de 2010 el 71,26% dels habitants són nadius americans i el 22,61% blancs. El 4,21% de la població són hispànics.

## Poblacions més properes
El següent diagrama mostra les poblacions més properes.